# Johan van Osch
Johannes Antonius Franciscus (Johan/Jan) van Osch (Den Bosch, 30 december 1937 – Arnhem, 2 mei 2015) was een Nederlands politicus van het CDA.
Midden 1969 werd hij gemeentesecretaris van Reeuwijk en drie jaar later volgde zijn benoeming tot gemeentesecretaris van Nieuwegein dat toen ontstond door de fusie van Jutphaas en Vreeswijk. In juli 1981 werd de katholieke CDA'er Van Osch benoemd tot burgemeester van Westervoort waar ze al jaren een KVP-burgemeester hadden gehad. Op 1 januari 2002 kwam na ruim 20 jaar een einde aan zijn burgemeesterschap. Begin 2013 werd in de media gemeld dat de intussen 76-jarige Van Osch aangegeven had bereid te zijn als waarnemend burgemeester van Westervoort terug te keren in verband met het vertrek van Jos Geukers. Uiteindelijk zou Annelies van der Kolk daar als waarnemend burgemeester benoemd worden. In 2015 overleed hij op 78-jarige leeftijd.